# Marche héroïque de la RSSA bouriato-mongole
 (octobre 2024).
Si vous disposez d'ouvrages ou d'articles de référence ou si vous connaissez des sites web de qualité traitant du thème abordé ici, merci de compléter l'article en donnant les références utiles à sa vérifiabilité et en les liant à la section « Notes et références ».
La Marche héroïque de la RSSA bouriato-mongole (en russe : Героический марш Бурят-Монгольской АССР / Geroičeskij marš Burjat-Mongol'skoj ASSR), op. 71, est un « poème symphonique pour grand orchestre » composé par Reinhold Glière et publié en 1940.

## Instrumentation
| Instrumentation de la Marche héroïque de la RSSA bouriato-mongole                                                                        |
| Cordes |
| premiers violons, seconds violons, altos, violoncelles, contrebasses, 2 harpes                                                           |
| Bois |
| piccolo, 3 flûtes, 3 hautbois, cor anglais, clarinette en mi bémol, 3 clarinettes en si, clarinette basse en si, 3 bassons, contrebasson |
| Cuivres |
| 6 cors en fa, 5 trompettes en si (la 2e ensuite en fa), 3 trombones, 2 tubas                                                             |
| Percussions |
| 2 timbales, tambour militaire, 2 tambourins, triangle, 2 cymbales, grosse caisse, glockenspiel, 2 tam-tams (moyen et grand)              |